# Schefflera favargeri
Schefflera favargeri är en araliaväxtart som beskrevs av Luciano Bernardi. Schefflera favargeri ingår i släktet Schefflera och familjen araliaväxter. Inga underarter finns listade.